# Haworthia nortieri

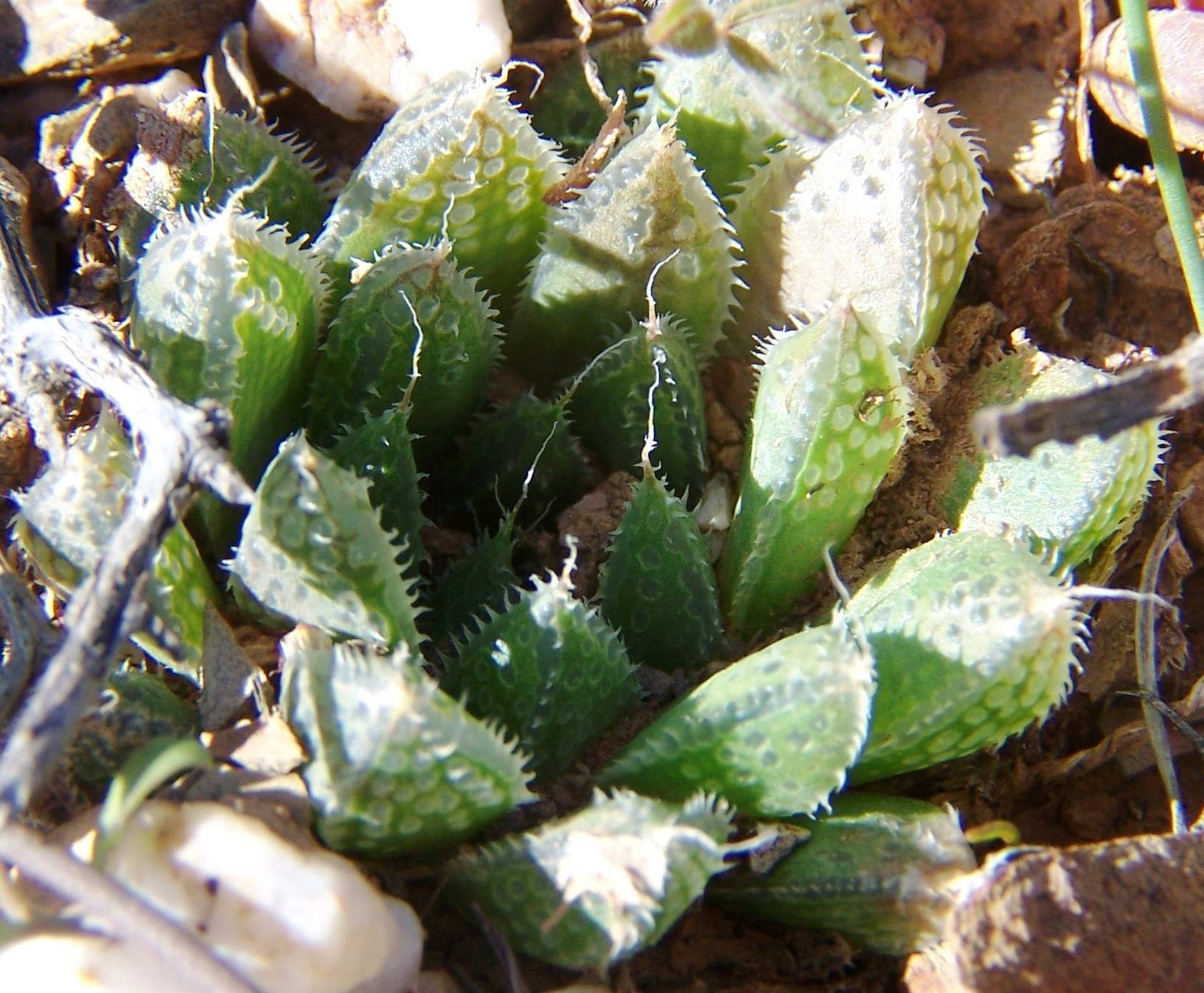
Im feuchten Winter

Haworthia nortieri ist eine Pflanzenart der Gattung Haworthia in der Unterfamilie der Affodillgewächse (Asphodeloideae).

## Beschreibung
Haworthia nortieri wächst stammlos und sprossend. Die 25 bis 45 fast aufrechten, eiförmig-lanzettlichen bis verkehrt eiförmigen Laubblätter bilden eine Rosette mit einem Durchmesser von 3 bis 5 Zentimetern. Die blass- bis purpurgrüne Blattspreite ist 6 Zentimeter lang und 0,75 Zentimeter breit. Auf der Blattoberfläche befinden sich durchscheinende Flecken. Der Blattrand und der Blattkiel sind mit kleinen Dornen besetzt.
Der schlanke Blütenstand erreicht eine Länge von bis zu 30 Zentimeter und besteht aus 15 bis 20 Blüten. Die gräulich weißen Blüten besitzen einen gelblichen Schlund.

## Systematik und Verbreitung
Haworthia nortieri ist in den südafrikanischen Provinzen Nordkap und Westkap verbreitet.
Die Erstbeschreibung durch Gerald Graham Smith wurde 1946 veröffentlicht. Ein nomenklatorisches Synonym ist Haworthia mucronata var. nortieri (G.G.Sm.) Halda (1997).
Es werden folgende Varietäten unterschieden:
- Haworthia nortieri var. nortieri
- Haworthia nortieri var. globosiflora (G.G.Sm.) M.B.Bayer
- Haworthia nortieri var. pehlemanniae (C.L.Scott) M.B.Bayer

## Nachweise